# Uria
Uria é um gênero de aves marinhas na família dos alcídeos. São animais de tamanho médio com plumagem principalmente marrom ou preta na época de reprodução. Eles se reproduzem na costa do norte de Oceanos Atlântico e Pacífico.

## Espécies
- Uria aalge (Pontoppidan, 1763)
- Uria lomvia (Linnaeus, 1758)